# Lucio Rubellio Gemino
Lucio Rubellio Gemino (in latino: Lucius Rubellius Geminus; 14 a.C. circa – dopo il 29) è stato un magistrato romano, console dell'Impero romano.

## Biografia

### Origini e legami familiari
Rampollo di una famiglia equestre originaria di Tibur, Gemino era con ogni probabilità il fratello minore del console suffetto del 18, Gaio Rubellio Blando, ma potrebbe anche essere stato figlio di un fratello maggiore di Blando: in ogni caso, il legame con Blando portava Gemino ad essere intimo della famiglia giulio-claudia, giacché Blando, nel 33, si sposò con Giulia Livia, figlia di Druso minore e nipote del princeps Tiberio.
Il nonno o bisnonno di Rubellio, Lucio Rubellio Blando, era divenuto famoso per essere stato il primo cavaliere ad adottare la professione di insegnante di retorica, forse in seguito ad alcune difficoltà in epoca triumvirale; fratello di questo era verosimilmente Gaio Rubellio, erede dell'imprenditore Quinto Turio che Cicerone raccomandò ai buoni uffici del governatore di Africa Vetus Quinto Cornificio insieme ad altri cinque illustri membri del ceto equestre, e che dovette lasciare una profonda impronta nella provincia africana, dove nella valle superiore del Bagradas è attestato ancora tra II e III secolo un saltus Blandianus.
Padre o nonno di Gemino era Gaio Rubellio Blando, proconsole della provincia di Creta e Cirene, che evidentemente dovette concludere il suo cursus honorum con la pretura e il relativo proconsolato sotto Augusto. Questo dovette con ogni probabilità sposare una Sergia, verosimilmente figlia del patrizio Lucio Sergio Plauto, attestato come membro dei Salii Palatini (e forse anche praetor peregrinus nel 2, sebbene questo sia più probabilmente un fratello di Sergia, figlio di Plauto).
Il matrimonio del proconsole Blando con l'antica gens Sergia forniva importanti connessioni: una sorella omonima di Sergia sposò un altrimenti ignoto Ottavio Lenate, col quale generò il console suffetto del 33 Gaio Ottavio Lenate, homo novus originario di Marruvium e quindi cugino di primo o secondo grado di Gemino; Lenate non solo sostituì immediatamente dopo la fine del suo consolato il suicida Marco Cocceio Nerva, giurista e amico di Tiberio, come curator aquarum, ma diede sua figlia, Sergia Plautilla, in sposa al figlio di Nerva, dai quali venne alla luce il futuro imperatore Nerva.

### Carriera
Della carriera di Gemino, diversamente dal caso del fratello/zio Blando, non è noto praticamente nulla. L'unica carica documentata è il suo consolato, ricoperto nel 29 come ordinario per il primo semestre dell'anno insieme a Gaio Fufio Gemino: a luglio, la coppia fu sostituita dagli illustri Aulo Plauzio e Lucio Nonio Asprenate.
Se la coppia dei due Gemini trova numerose menzioni, benché spesso maltrattate, negli autori cristiani perché si pensava che fosse durante il loro consolato che Gesù fosse stato crocifisso per poi risorgere, Tacito, nei brani del libro quinto degli Annales sopravvissuti all'oblio della tradizione manoscritta, colloca, durante il loro consolato, la morte di Livia, moglie di Augusto e madre di Tiberio, il cui elogio funebre fu tenuto dal pronipote Caligola; l'assenza cospicua di Tiberio dal di lei funerale e la limitazione degli onori a lei tributati, con anche svariate allusioni critiche al console Fufio; l'inizio delle denunce scoperte di Tiberio e Seiano contro Agrippina maggiore e Nerone Cesare; l'indecisione del senato e l'insurrezione della folla, cui Tiberio rispose biasimando la calca e attribuendo alla colpa del senato lo sminuimento della maiestas imperiale, avocando a sé, infine, tutte le future deliberazioni di qualche importanza. Cassio Dione, inoltre, afferma che, sempre durante il loro consolato, fu votato che il compleanno di Seiano fosse festeggiato pubblicamente.
Una menzione di Gemino è una dedica ex voto a Giove Laziare, posta forse in occasione delle Feriae Latinae del 29, ritrovata sul Monte Albano.
Dal punto di vista legale, è noto un senatus consultum emanato sotto il consolato dei due Gemini che prevedeva che chiunque accettasse denaro per convocare o non convocare un testimone o dare testimonianza in tribunale fosse punito secondo la lex Cornelia.

### Legami matrimoniali
L'iscrizione funeraria di Lucio Rubellio Gemino Cesiano, defunto a soli tredici anni e cinque mesi, sembrerebbe attestare l'adozione da parte di Gemino del figlio di un ignoto Tito Cesio, forse fratello della moglie di Gemino, Cesia, o, meno probabilmente, un figlio naturale di Gemino che assunse anche il nome della madre Cesia. Anche il legame con la gens Caesia portò Gemino in circoli importanti: da una parte, è nota in area tiburtina la famiglia del poeta lirico Cesio Basso, amico di Persio defunto nell'eruzione del Vesuvio del 79, ma è conosciuto soprattutto il console ordinario del 39 Lucio Apronio Cesiano, probabilmente figlio del console suffetto dell'8 Lucio Apronio e di sua moglie Cesia, e sua sorella, di nome Apronia Cesia o Cesiana, che sposò Gneo Cornelio Lentulo Getulico. Qualora il legame tra Gemino e le gentes Apronia, di cui sembrerebbe testimoniata l'appartenenza alla tribù Camilia comprendente Tibur, e Cornelia fosse confermato, ciò significherebbe un fondamentale legame del console del 29 con il potentissimo prefetto del pretorio Seiano, che, è ipotizzabile ma in nessun modo dimostrabile, lo portò forse a perire nelle epurazioni successive alla caduta del prefetto avvenuta nell'ottobre del 31.